# Comuna Cocu, Argeș
Cocu (în trecut, Cocu-Popești și Cocu-Crucișoara) este o comună în județul Argeș, Muntenia, România, formată din satele Bărbătești, Cocu, Crucișoara, Făcălețești, Greabănu, Popești, Răchițele de Jos (reședința) și Răchițele de Sus.

## Așezare
Comuna se află în vestul județului, pe malurile râului Cotmeana. Este străbătută de șoseaua județeană DJ703A, care o leagă spre nord de Cotmeana (unde se termină în DN7) și spre sud de Poiana Lacului (unde se intersectează cu DN67B) și Albota (unde se termină în DN65). La Făcălețești, acest drum se intersectează cu șoseaua județeană DJ703E, care duce spre nord-vest la Uda și spre est la Băbana, Moșoaia și Pitești (unde se termină în DN67B).

## Demografie
Componența etnică a comunei Cocu
     Români (88,1%)
     Alte etnii (0,05%)
     Necunoscută (11,85%)
Componența confesională a comunei Cocu
     Ortodocși (87,86%)
     Alte religii (0,05%)
     Necunoscută (12,09%)
Conform recensământului efectuat în 2021, populația comunei Cocu se ridică la 2.068 de locuitori, în scădere față de recensământul anterior din 2011, când fuseseră înregistrați 2.420 de locuitori. Majoritatea locuitorilor sunt români (88,1%), iar pentru 11,85% nu se cunoaște apartenența etnică. Din punct de vedere confesional, majoritatea locuitorilor sunt ortodocși (87,86%), iar pentru 12,09% nu se cunoaște apartenența confesională.

## Politică și administrație
Comuna Cocu este administrată de un primar și un consiliu local compus din 11 consilieri. Primarul, Codruț-Ionuț Bădescu[*], de la Uniunea Salvați România, este în funcție din 1 noiembrie 2024. Începând cu alegerile locale din 2024, consiliul local are următoarea componență pe partide politice:
|  | Partid                          | Consilieri | Componența Consiliului | Componența Consiliului | Componența Consiliului | Componența Consiliului |
|  | ------------------------------- | ---------- | ---------------------- | ---------------------- | ---------------------- | ---------------------- |
|  | Uniunea Salvați România         | 4          |                        |                        |                        |                        |
|  | Alianța pentru Unirea Românilor | 3          |                        |                        |                        |                        |
|  | Partidul Național Liberal       | 2          |                        |                        |                        |                        |
|  | Partidul Social Democrat        | 2          |                        |                        |                        |                        |

## Istorie
La sfârșitul secolului al XIX-lea, comuna purta denumirea de Cocu-Popești, făcea parte din plasa Pitești a județului Argeș și era formată din satele Dealu Bisericii, Dealu Boului, Dealu Focaletesei, Negulești, Popești și Valea Cocu, având 911 locuitori ce trăiau în 114 case. Existau în comună două biserici și o școală. La acea vreme, pe teritoriul actual al comunei mai funcționau în aceeași plasă și comunele Bărbătești, Richitele de Jos și Richitele de Sus. În comuna Bărbătești existau o biserică veche și o școală primară și trăiau 654 de locuitori în satele Bărbătești, Bărbăteasca, Brânzești, Cătușea, Ciocești, Linia-Țigani, Piculești și Redești. Comuna Richitele de Jos, formată din satele Arsenești-Chelbești, Bogdanu, Dealu Scroafei, Grebenu, Mogândeneni, Pleșești și Răchitele de Jos, cu 843 de locuitori, avea trei biserici și o școală. Comuna Richitele de Sus, cu satele Dealu Scroafei, Grebenu și Richitele de Sus, avea o populație de 782 de locuitori, două biserici și o școală cu 48 de elevi.
Anuarul Socec din 1925 consemnează desființarea comunei Bărbătești (comasată cu Răchițele de Sus), celelalte trei comune aflându-se în plasa Uda a aceluiași județ. Comuna Cocu avea 1972 de locuitori în satele Cocu, Dealu Bisericii, Dealu Boului, Făcălețești, Linia Mare, Negulești, Popești și în cătunul Văruici. Comuna Răchițelele de Jos avea 856 de locuitori în satele Bogdanu, Chelbești, Dealu Scroafei, Greabănu, Moțoești și Pleșești; iar comuna Răchițelele de Sus avea 1775 de locuitori în satele Bărbătești, Ciocești, Dealu Cătușii, Dealu Scroafei, Grebănu, Linia-Richițelele și Picuești. În 1931, comunele Richițelele de Jos și Richițelele de Sus au fost comasate, formând comuna Richițele, cu reședința în satul Linia-Richițelele; tot atunci, comuna Cocu a luat vremelnic denumirea de Cocu-Crucișoara.
În 1950, cele două comune au fost transferate raionului Pitești din regiunea Argeș. În 1968, ele au revenit la județul Argeș, reînființat, comuna Richițele fiind desființată și satele ei trecând la comuna Cocu, care a căpătat forma actuală; reședința comunei Cocu a fost stabilită în satul Richițele de Jos.

## Monumente istorice
Singurul obiectiv din comuna Cocu inclus în lista monumentelor istorice din județul Argeș ca monument de interes local este biserica „Sfântul Gheorghe” (1827) din satul Răchițele de Jos, construcție clasificată ca monument de arhitectură.

## Personalități
- Constantin Dolcea (1904 - 1973), demnitar comunist